# Volcano House

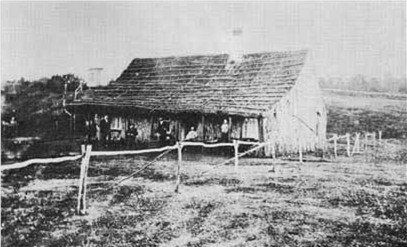
La estructura de 1866 donde se quedó Mark Twain

Volcano House es el nombre de una serie de hoteles históricos construidos en el borde de Kilauea, dentro de los terrenos del parque nacional de los Volcanes de Hawái en la isla de Hawái. El edificio original de 1877 está incluido en el Registro Nacional de Lugares Históricos y ahora alberga el Centro de Arte Volcánico. El hotel en uso hoy en día fue construido en 1941 y ampliado en 1961.
Entre mayo de 2018 y octubre de 2018, el hotel y la zona de la cumbre kilauea del parque nacional estuvieron cerrados al público debido a explosiones volcánicas y terremotos.

## Primeros visitantes
En la antigua Hawái el volcán era el lugar para hacer ofrendas a la diosa del fuego Pelé. La evidencia arqueológica muestra actividad durante cientos de años, incluida la recolección de vidrio volcánico para usar como herramientas de corte. Sólo unas pocas erupciones raras como la de 1790 son explosivas, y el borde noreste proporciona un punto de vista relativamente seguro. Los vientos alisios predominantes del noreste y la mayor elevación hacen que los gases venenosos y la lava fluyan en la otra dirección. El Reverendo William Ellis describe acampar en esta área en su diario de su viaje misionero de 1823 con Asa Thurston.
Se informó que un hawaiano emprendedor había establecido una pequeña cabaña con paja a principios de la década de 1840 para vender comida a los visitantes, que para entonces incluían a los amantes del turismo, así como a los exploradores. Charles Wilkes acampó en esta área en la Expedición de Exploración de los Estados Unidos en 1840, en su camino a Mauna Loa. Alrededor de 1846 un primitivo refugio de hierba de una habitación fue construido en el borde del cráter kilauea por Benjamin Pitman, el primer hotel en llamarse a sí mismo "Volcano House". A veces los visitantes se presentaban después del largo viaje y nadie iba a casa.
Una estructura de marco de madera más sustancial fue construida en 1866 con cuatro dormitorios, salón y comedor. Mark Twain se quedó aquí, y escribió sobre su visita en el libro Pasando fatigas.

## La estructura de 1877
En 1876 George W.C. Jones compró a los otros socios en el negocio y contrató a William H. Lentz para construir una estructura más duradera y administrar el hotel. Un edificio de madera de aproximadamente 104 por 110 pies (32 m × 34 m) fue construido en 1877. Incluía seis habitaciones, dos para la familia del gerente y un comedor. La madera para vigas y postes se cosechó de los bosques locales de naio (Myoporum sandwicense) y ʻōhiʻa lehua (Metrosideros polymorpha). Peter Lee construyó un hotel en la costa de Punaluʻu al oeste, y una carretera a través del desierto de Ka'u para atraer a los visitantes. También construyó un hotel competidor en el borde de Kilauea llamado Crater House Hotel. De 1883 a 1885 fue propiedad de la familia Oliver T. Shipman.
En 1891, un grupo dirigido por el empresario y político de Honolulu Lorrin A. Thurston (nieto de los misioneros de la década de 1820 Asa y Lucy Goodale Thurston) adquirió los hoteles Volcano House y Peter Lee. El negocio tuvo tanto éxito que una adición de dos pisos se convirtió en la parte principal del hotel, agregando de 10 a 12 habitaciones adicionales, una torre de observación y un comedor más grande, utilizando la estructura de 1877 como ala. Thurston encargó un ciclorama de Kilauea que mostró en sus viajes al continente, incluyendo la Exposición Colombina Mundial de Chicago de 1893 y la Exposición Internacional de Invierno de California de 1894 en San Francisco. En 1894 una diligencia de cuatro caballos redujo el tiempo de viaje desde Hilo de dos días a seis horas.
George Lycurgus compró el hotel en 1895 y estuvo asociado con él durante los siguientes 65 años. La línea del Ferrocarril Consolidado de Hawái a Glenwood abrió sus puertas en 1901, trayendo más visitantes. El autor Jack London se quedó en 1907. En 1912, el geólogo Thomas Jaggar construyó un observatorio científico adyacente al porche, utilizado hasta 1961 por el Observatorio vulcanológico hawaiano. Los instrumentos estaban alojados en una bóveda subterránea con enormes muros de hormigón, excavados por trabajadores de la prisión cercana.

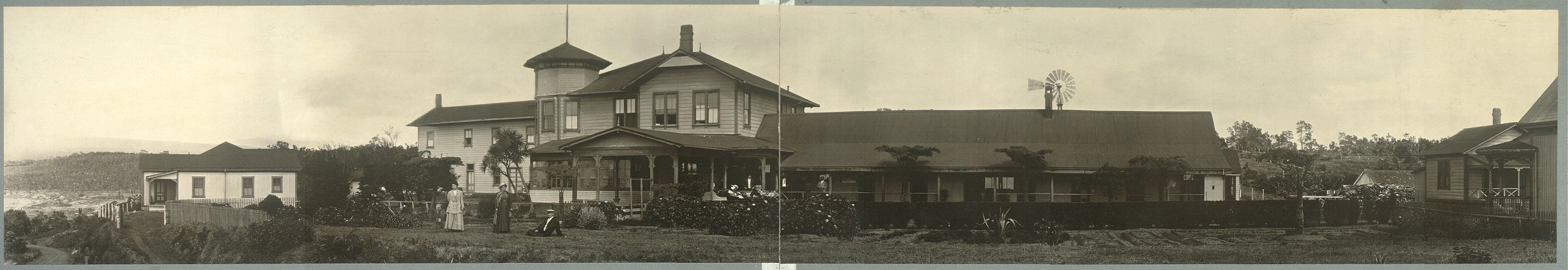
El hotel alrededor de 1912 – centro construido en 1891 y el ala de la derecha es la estructura de 1877

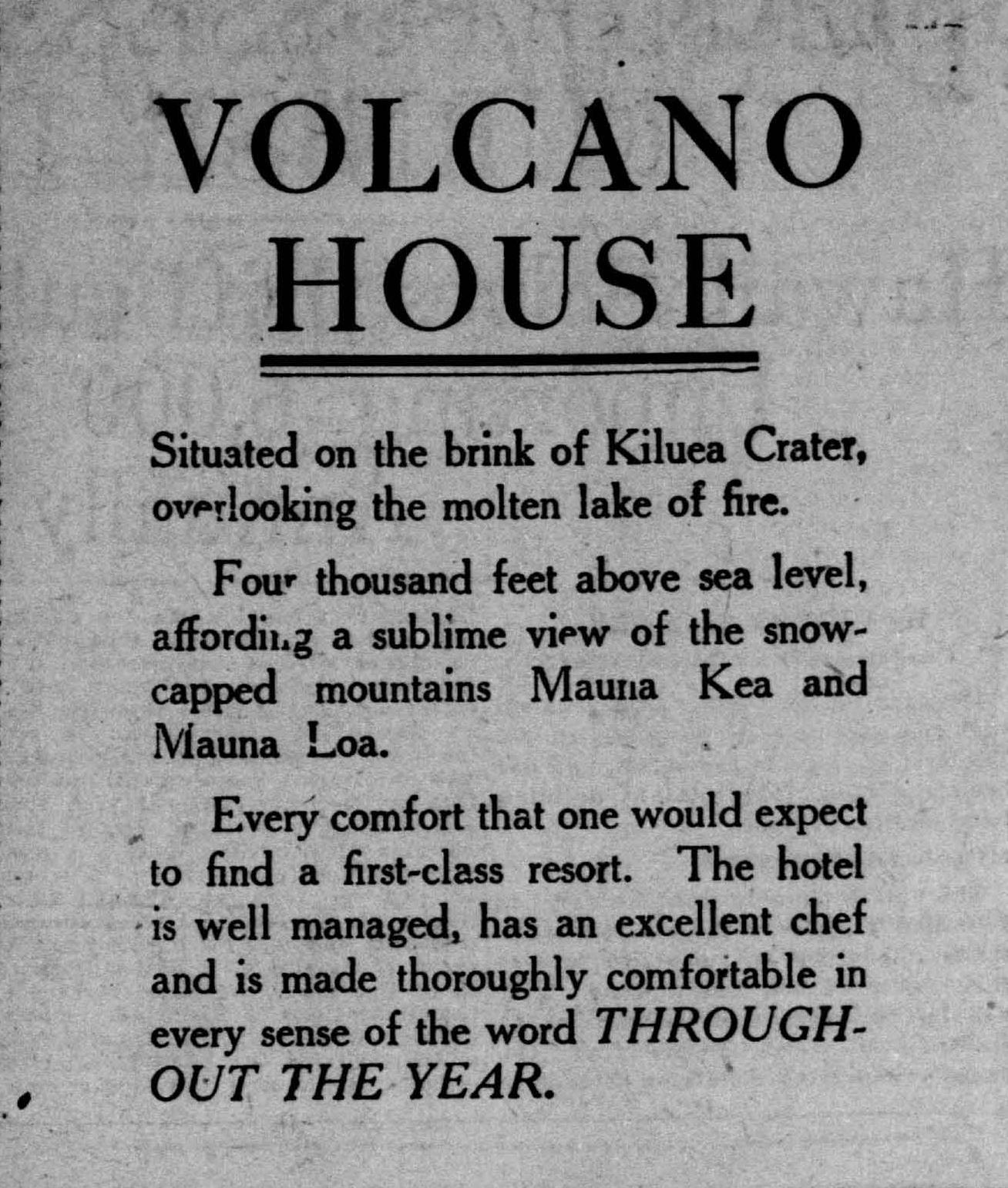
Un anuncio en la edición del 14 de agosto de 1912 del San Francisco Call

Después de diez años de cabildeo por parte de Thurston, se estableció un parque nacional en 1916. En 1921, Inter-Island Steam Navigation Company compró la propiedad con planes para otra expansión. Un gran ala de dos pisos tomó el lugar de la estructura de 1877, que fue literalmente aserrada y reubicada desde el acantilado para ser utilizada como cuartos de empleados. Algunos de los materiales de construcción provenían del desmantelado Crater House Hotel a las afueras del parque. En 1932, una disminución en las erupciones y la Gran Depresión permitió a Lycurgus comprarlo de nuevo por sólo $ 300.
En 1972 se construyó un dormitorio para empleados, y la estructura vacante de 1877 comenzó a deteriorarse. El edificio de 1877 es el sitio histórico estatal 10-52-5508, y se agregó al Registro Nacional de Lugares Históricos el 24 de julio de 1974 como sitio 74000293. Fue reformado a finales de la década de 1970 y ahora alberga la Galería Volcano Art Center.

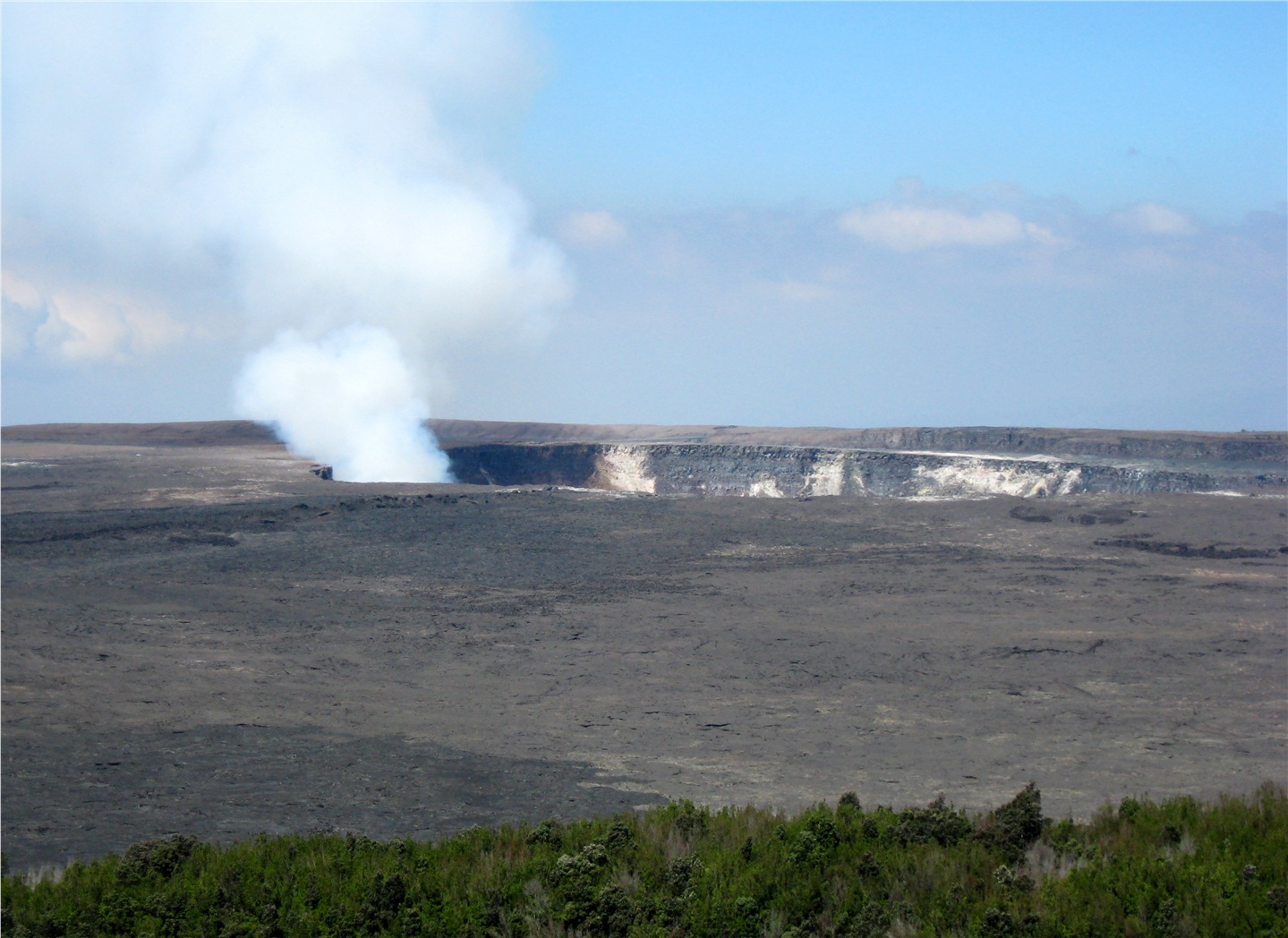
Halemaʻumaʻu visto desde Volcano House.

## El hotel moderno
El edificio de 115 habitaciones se quemó hasta los cimientos el 11 de febrero de 1940 (por un incendio en la cocina, no por una erupción volcánica). La estructura de 1877 se utilizó de nuevo para los huéspedes mientras se planeaba el nuevo hotel. Lycurgus visitó Washington D. C. para convencer a amigos poderosos (muchos, incluido el presidente Franklin D. Roosevelt se habían alojado como huéspedes) para que le permitieran construir un hotel aún más elegante en el sitio del Observatorio de Volcanes de Hawái. Un centro de visitantes separado más atrás del borde fue construido por el Cuerpo de Conservación Civil. En noviembre de 1941 se abrió un nuevo edificio diseñado por Charles William Dickey (1871-1942) al sureste del sitio original, en las coordenadas 19°25′42″N 155°15′29″O / 19.42833, -155.25806. Un ala con habitaciones más grandes se añadió en 1958 - 1961, para un total de 42 habitaciones. La instalación también incluye un comedor, snack bar, galería de arte y tienda de regalos. Volcano House sigue siendo el único hotel público dentro del parque nacional de los Volcanes de Hawái.
De 1977 a 1986, Volcano House fue administrado por Sheraton Hotels. De 1986 a 2008 fue propiedad y operado por Ken Direction Corporation de Hilo.

## Estado actual
El 10 de mayo de 2018, el hotel y el área circundante de la cumbre kilauea del parque nacional fueron cerrados al público como resultado de las explosiones volcánicas y terremotos en curso. El hotel reabrió sus puertas a finales de octubre de 2018.

### Historia reciente
En abril de 2008 el hotel tuvo que ser evacuado varias veces debido a los humos de dióxido de azufre de una erupción en Halemaʻumaʻu. La concesión de la Ken Corporation expiró a finales de 2008, y el Servicio de Parques Nacionales emprendió una búsqueda de un nuevo concesionario.
A partir del 1 de enero de 2010, Volcano House fue cerrado temporalmente por renovaciones. Inicialmente, el Servicio de Parques esperaba tener el nuevo concesionario en su lugar y el hotel reabierto para el 1 de enero de 2011. En abril de 2012, Hawai'i Volcanoes Lodge Company, una asociación entre Ortega National Parks y Aqua Hotels and Resorts, se convirtió en el nuevo concesionario. La tienda de regalos y las cabañas y el campamento namakani paio abrieron poco después. Las obras del resto del edificio comenzaron en enero de 2013. El hotel y el restaurante completaron las renovaciones y tanto el hotel como el restaurante abrieron sus puertas en junio de 2013.